# Karnobat (kommun)
Obsjtina Karnobat (bulgariska: Община Карнобат) är en kommun i Bulgarien.   Den ligger i regionen Burgas, i den östra delen av landet, 300 km öster om huvudstaden Sofia. Huvudort är Karnobat.
Obsjtina Karnobat delas in i:
- Detelina
- Venets
- Devetak
- Dragovo
- Ekzarch Antimovo
- Zimen
- Iskra
- Klikatj
- Krumovo gradisjte
- Nevestino
- Sigmen
- Sokolovo
- Chadzjiite
- Tjerkovo

Trakten runt Obsjtina Karnobat består till största delen av jordbruksmark. Runt Obsjtina Karnobat är det ganska glesbefolkat, med 34 invånare per kvadratkilometer.